# Etta James
Jamesetta Hawkins (født 25. januar 1938, død 20. januar 2012), bedre kendt som Etta James, var en amerikansk sangerinde der genremæssigt bevægede sig indenfor blues, rhythm and blues, rock and roll, soul, gospel og jazz. Hun startede sin karriere i midten af 1950'erne og er bedst kendt for hits som "Dance With Me, Henry", "At Last", "Tell Mama" og "I'd Rather Go Blind". Hun kæmpede med et stofmisbrug, men begik musikalsk comeback med albummet The Seven Year Itch i slutningen af 1980'erne.
Hun anses for at have bygget bro mellem rhythm and blues og rock and roll og har vundet seks Grammy Awards og 17 Blues Music Awards. Hun blev optaget i Rock and Roll Hall of Fame i 1993, Blues Hall of Fame i 2001 og Grammy Hall of Fame Award i både 1999 and 2008. Rolling Stone placerede hende som nr. 28 på deres liste over "100 Greatest Singers of All Time" og som nr. 62 på listen over "Greatest Artists of All Time".
Etta James blev diagnosticeret med leukæmi i 2010, og døde som følge af komplikationer fra sygdommen den 20. januar 2012 på et hospital i Riverside i Californien i en alder af 73 år.